# Élection présidentielle américaine de 2016 en Oregon
L'élection présidentielle américaine de 2016, cinquante-huitième élection présidentielle américaine depuis 1788, a lieu le 8 novembre 2016 et conduit à la désignation du républicain Donald Trump comme quarante-cinquième président des États-Unis.
En Oregon; les Démocrates l'emportent avec Hillary Clinton.

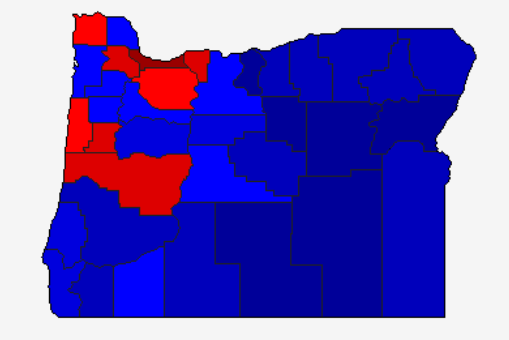
Carte des résultats de l'élection présidentielle américaine de 2016, par comté, En Oregon (Rouge: Clinton / Bleu: Trump)

## Résultats
| Candidat présidentiel | Vice Président | Parti Politique | Vote Populaire | Vote Populaire | Vote électoral |
| --------------------- | -------------- | --------------- | -------------- | -------------- | -------------- |
| Hillary Clinton       | Tim Kaine      | Démocrates      | 1002106        | 50,07%         | 7              |
| Donald Trump          | Mike Pence     | Républicains    | 782403         | 39,09%         | 0              |
| Gary Johnson          | Bill Weld      | Libertariens    | 94231          | 4,71%          | 0              |
| Autres (+)            | /              | /               | 72594          | 3,63%          | 0              |
| Dr. Jill Stein        | Ajamu Baraka   | Vert            | 50002          | 2,5%           | 0              |

## Analyse
Seuls les comtés de Colombia et Tillamook ont changé de majorité en passant de Démocrate en 2012 à Républicain en 2016. Aucun comté n'a voté à plus de 73,3 % Démocrate ou 76,9 % Républicain.
Les plus réfractaires au candidat républicain sont les habitants du comté de Multnomah, alors que les plus pessimistes envers Hillary sont dans le comté de Grant, tous deux  avec 17,03 %.